# جيران عليا (مراغة)
جيران عليا هي قرية في مقاطعة مراغة، إيران. عدد سكان هذه القرية هو 155 في سنة 2006.